# Macédoine du Pirin
Pour les articles homonymes, voir Macédoine et Macédoine orientale.

Carte de l'oblast de Blagoevgrad

La Macédoine du Pirin ou Macédoine orientale ou Macédoine bulgare est une partie de la région géographique de Macédoine située autour du massif montagneux du Pirin et à l'est de la montagne de Vlahina, de part et d'autre des rivières Mesta et Strouma. La Macédoine du Pirin appartient à la Bulgarie et y forme l'oblast de Blagoevgrad (6 445 km2)+

## Linguistique et utilisation du nom
En Macédoine du Pirin on parle la même langue qu'en Macédoine du Nord, très proche du bulgare et considérée, en Bulgarie, comme un parler de la langue bulgare. L'utilisation de la dénomination « Macédoine du Pirin » peut parfois être polémique, lorsqu'elle exprime des positions nationalistes antagonistes, soit bulgares concernant la Macédoine du Nord soit de la Macédoine du Nord concernant l'oblast bulgare de Blagoevgrad.